# Hongqi HS3
Hongqi HS3 — субкомпактный люксовый кроссовер китайского бренда Hongqi концерна FAW.
На рынке России модель ожидается во втором квартале 2024 года.

## Первое поколение (E-HS3; 2018—2023)
Электромобиль Hongqi E-HS3 впервые был представлен в 2018 году на Пекинском международном автосалоне. Он оснащался электродвигателями мощностью 152—304 л. с.

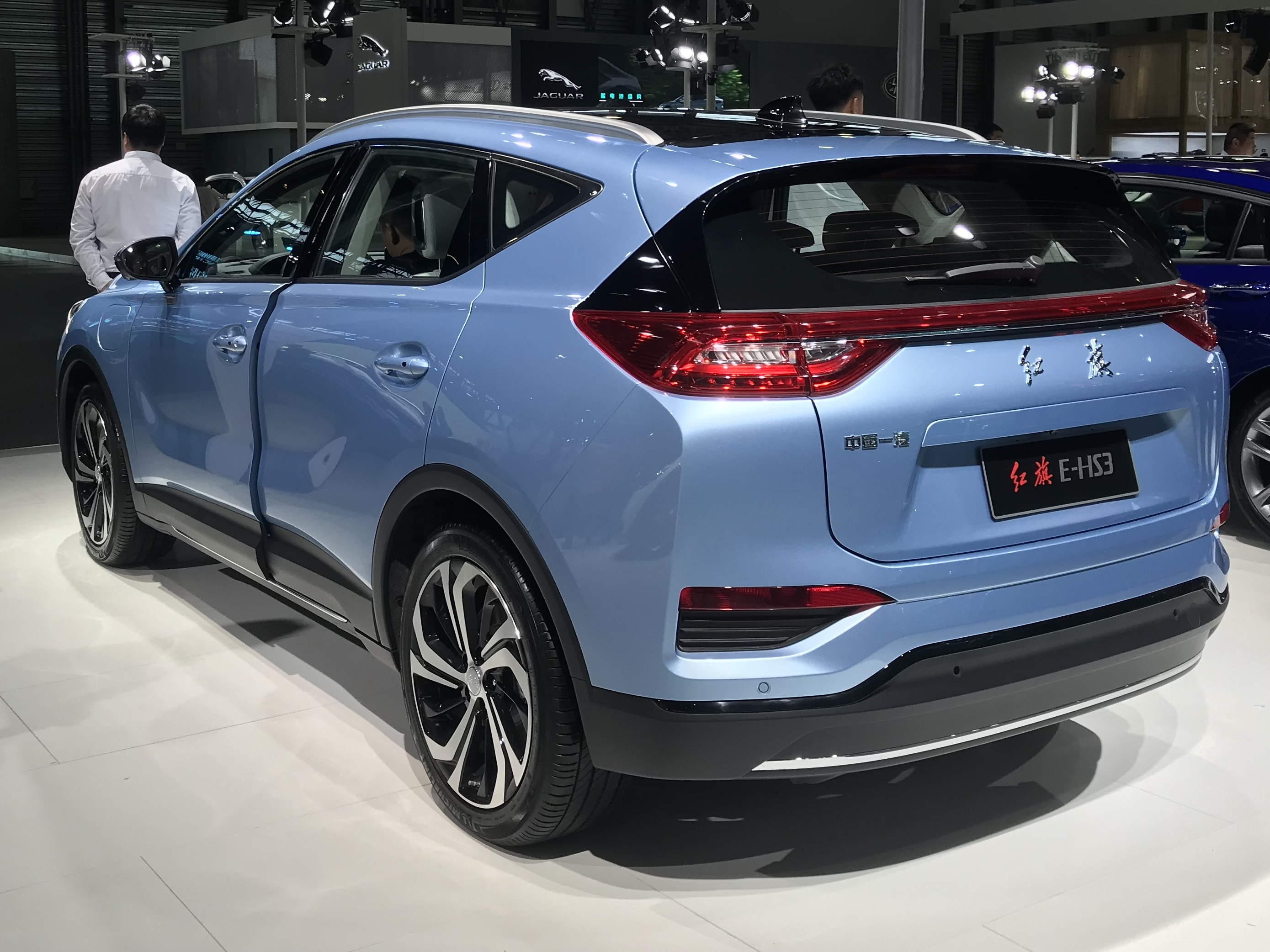
Вид сзади
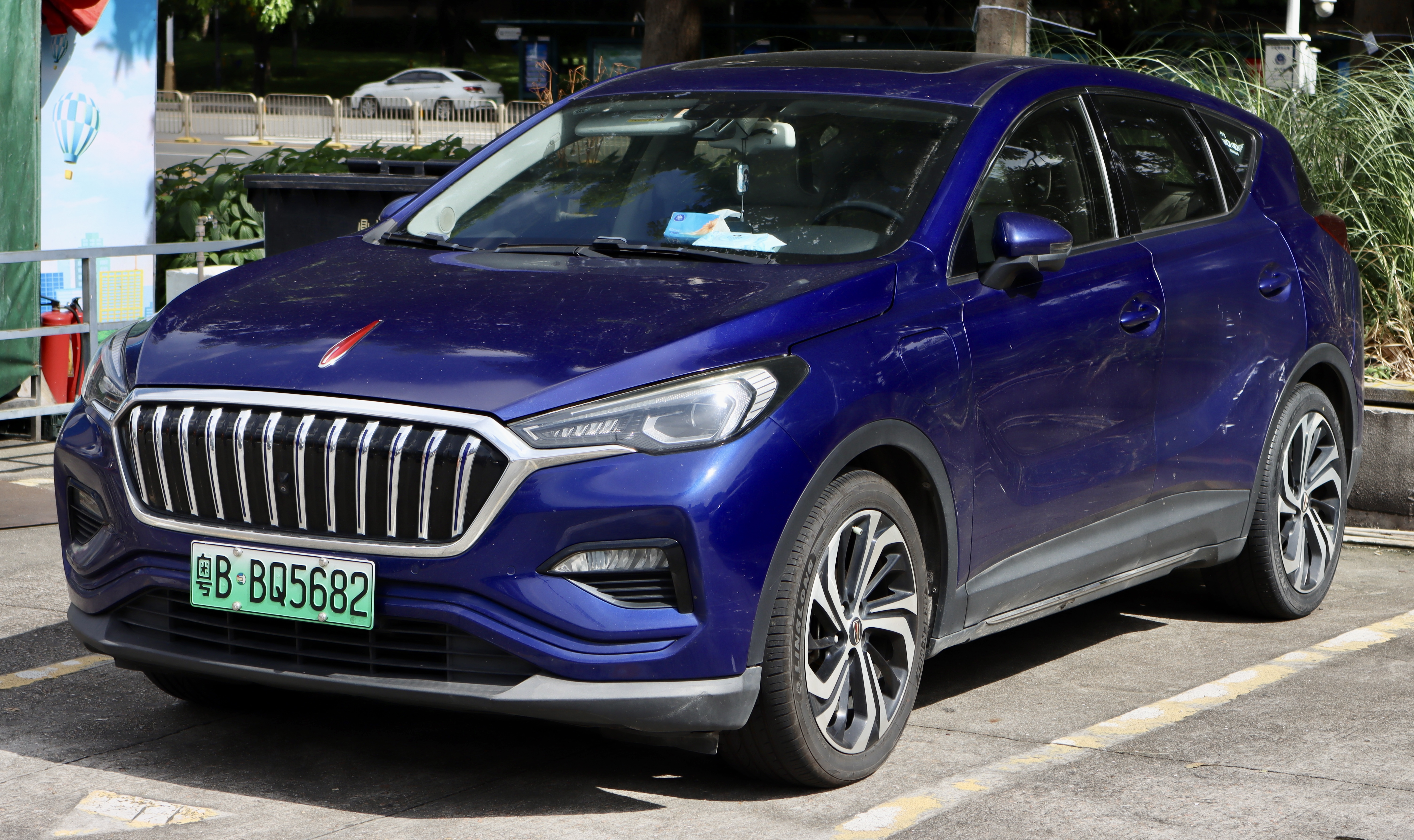
Вид спереди

## Второе поколение (HS3; 2023 — настоящее время)
Автомобиль Hongqi HS3 впервые был представлен в 2023 году на автосалоне в Шанхае. Он оснащается 1,5-литровым рядным 4-цилиндровым двигателем с турбонаддувом мощностью 168 л. с. или же 2,0-литровым рядным 4-цилиндровым двигателем с турбонаддувом мощностью 252 л. с. Каждый двигатель сочетается в паре с восьмиступенчатой автоматической трансмиссией.

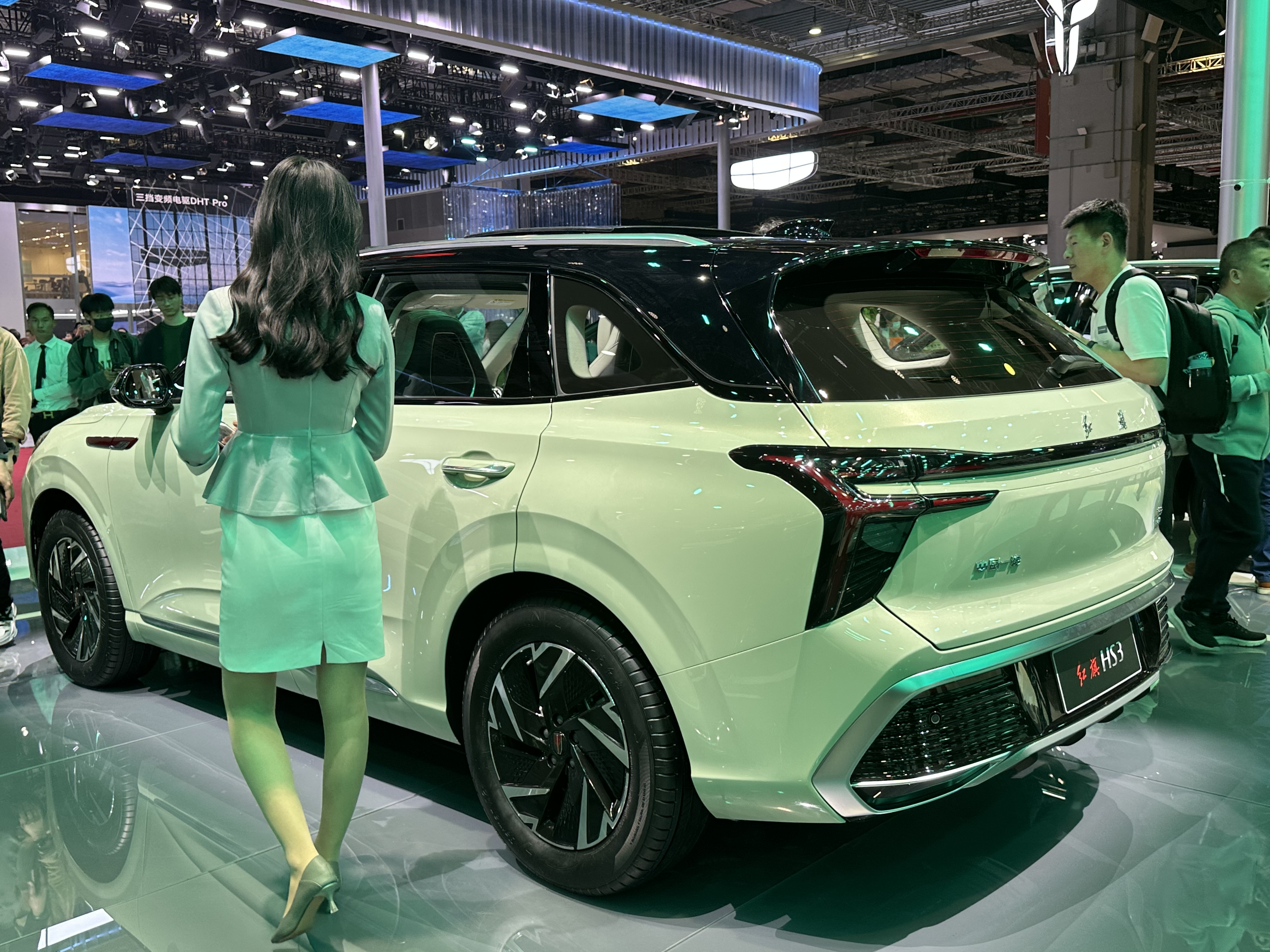
Вид сзади
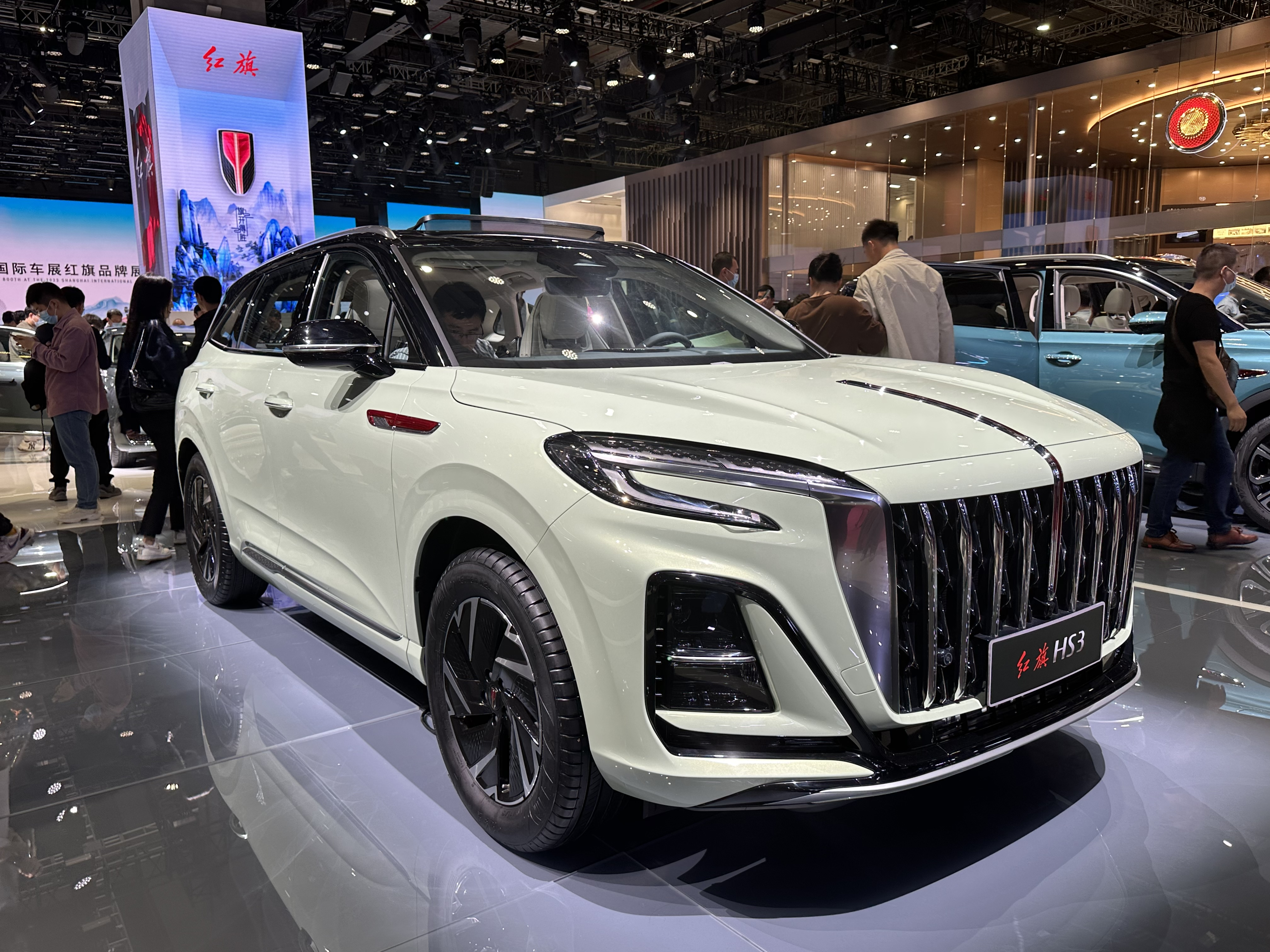
Вид спереди